# Tombeau et mosquée de Jalaluddin Bukhari
Le  Tombeau et mosquée de Jalaluddin Bukhari  est un complexe situé à Uch dans le Pendjab, au Pakistan. 
Il fut construit en l’honneur du saint soufi Jalaluddin Bukhari (1199-1291), au XIIIe siècle, puis fut l’object de plusieurs reconstructions.